# Vanuatu na Letních olympijských hrách 2004
Vanuatu se účastnilo Letní olympiády 2004. Zastupovali ho 2 sportovci (1 muž a 1 žena) v atletice. Byla to 5. účast této země na olympijských hrách. Vanuatu nevybojovalo žádnou medaili.

## Seznam všech zúčastněných sportovců
| Číslo | Jméno        | Pohlaví | Věk | Sport    |
| ----- | ------------ | ------- | --- | -------- |
| 1     | Moses Kamut  | Muž     | 22  | Atletika |
| 2     | Katura Marae | Žena    | 14  | Atletika |